# Kozorzywie
Kozorzywie – część wsi Sobienie Kiełczewskie Pierwsze w Polsce, położona w województwie mazowieckim, w powiecie otwockim, w gminie Sobienie-Jeziory.
W latach 1975–1998 Kozorzywie administracyjnie należało do województwa siedleckiego.